# Сальников, Владимир Владимирович
Владимир Владимирович Сальников (5 января 1959, Казань — 26 апреля 2003) — советский и российский актёр кино и театра.

## Биография
В 1980 году окончил актерский факультет ГИТИСа (курс В. А. Андреева). После окончания учёбы принят в труппу Московского академического театра имени Владимира Маяковского, где проработал до начала 90-х.
В 90-е играл в Театре на Таганке и в Театре на Юго-Западе.
Умер 26 апреля 2003 года в Москве. Похоронен на Перепечинском кладбище.

## Роли в театре

### Московский академический театр имени Владимира Маяковского
- «Жизнь Клима Самгина» М. Горького, Режиссер: Андрей Гончаров — Клим Самгин
- «Соловьиная ночь» В. Ежова — солдат

## Работы в кино
1. 1978 — Школьный вальс — Одноклассник
2. 1978 — Пять вечеров — Посетитель в ресторане
3. 1979 — Ватага «Семь ветров» — Девятикласник
4. 1980 — Каникулы Кроша — Игорь
5. 1981 — Наше призвание — Федька Бычков
6. 1982 — Гонки по вертикали — следователь Александр Савельев
7. 1986 — Жизнь Клима Самгина — Клим Самгин в молодости
8. 1986 — Этот фантастический мир. Выпуск 13 — Молодой человек
9. 1988 — Лист Мёбиуса —  Гуляев, помощник начальника метрополитена
10. 1988 — Отцы — Белов
11. 1989 — «Следствие ведут Знатоки» (дело № 22 «Мафия») — наркоторговец
12. 1990 — Арбатский мотив — Покупатель картины
13. 1990 — Русская рулетка — Владелец «Волги»
14. 1991 — Московская любовь — Чернов
15. 1994 — Немой свидетель — Ассистент в лаборатории
16. 1999 — Д.Д.Д. Досье детектива Дубровского
17. 2001 — Леди Босс — Генерал
18. 2001 — Я — кукла — Доктор
19. 2001 — Марш Турецкого — Антон Кузьмин
20. 2007 — Одна любовь души моей — Михаил Орлов